# كيارا لوبيتش
كيارا لوبيتش (بالإيطالية: Chiara Lubich)‏ (22 يناير 1920 - 14 مارس 2008) ناشطة إيطالية كاثوليكية وقائدة ومؤسسة حركة فوكولاري.

## حياتها المبكرة
وُلدت كيارا لوبيتش باسم سيلفيا لوبيتش في ترينتو. فقد والدها وظيفته بسبب الأفكار الاشتراكية التي اعتقدها خلال فترة الفاشية في إيطاليا. وبالتالي، عاشت عائلة لوبيتش لسنوات في فقر مدقع. درّست لوبيتش طلاب في مدينة البندقية لدفع تكاليف دراستها الجامعية في الفلسفة، وخلال أربعينيات القرن الماضي بدأت التدريس في مدرسة ابتدائية في ترينتو.
خلال الحرب العالمية الثانية، بينما كانت القنابل تدمر ترينتو، كانت لوبيتش تخوض تجربة دينية قوية، والتي نقلتها لوبيتش على الفور إلى أصدقائها المقربين. بعد إقناعها أصدقائها قرروا بأنهم، إذا قُتلوا، يرغبون في الحصول على نفس النقش على قبورهم: «ولقد آمنا بالحب». قادتها تجربتها في 7 ديسمبر 1943 إلى تكريس نفسها للرب وتغيير اسمها إلى كيارا، تكريمًا لكلير الأسيزية. يعتبر هذا التاريخ بداية حركة فوكولاري.
سعت حركة فوكولاري (مجتمعات صغيرة من المتطوعين العلمانيين) إلى المساهمة في السلام وتحقيق الوحدة الإنجيلية لجميع الناس في كل بيئة اجتماعية. أصبح الهدف هو تحقيق عالم يعيش في وحدة. واليوم، العديد من أعضائها لا يعتنقون ديانة معينة.
يظل يوم 13 مايو 1944 من أعنف ليالي تفجيرات ترينتو في حياتها.[بحاجة لمصدر] كان منزل لوبيتش أحد المباني العديدة المدمرة. قررت البقاء في ترينتو للمساعدة في ولادة حيوات جديدة. صادفت امرأة فقدت صوابها بسبب المعاناة الناجمة عن وفاة أطفالها الأربعة. من وسط فقراء ترينتو، بدأ ما أسمته لوبيتش غالبًا «المغامرة الإلهية».
في عام 1948 التقت لوبيتش عضو البرلمان الإيطالي إيجينو جورداني، الكاتب والصحفي والرائد في مجال المسكونية. كان مؤسس مشارك للحركة مع لوبيتش، وأثارا أيضًا حركة العائلات الجديدة وحركة الإنسانية الجديدة.
شهد عام 1949 أول لقاء بين لوبيتش وباسكوالي فوريسي. كان أول فوكولارينو يصبح كاهنًا. ساعد في تقدم الدراسات اللاهوتية للحركة، وأنشأ دار نشر شيتا نوفا وساعد أيضًا في بناء بلدة لوبيانو الصغيرة. وطيلة تطور الحركة، ساهم في تعبيراتها الكنسية والتقليدية. يعتبر أحد مؤسسي الحركة إلى جانب لوبيتش وإيجينو جيورداني.
التقت لوبيتش فيغو دي فاسا (بالقرب من ترينتو) عام 1954، مع الهاربين من معسكرات العمل القسري في أوروبا الشرقية، وبعد عام 1960 بدأت الحركة تتشكل سرًا في تلك البلدان.
في عام 1959، في تجمع ماريابوليس (التجمع الصيفي للحركة) في جبال دولوميت، خاطبت لوبيتش مجموعة من السياسيين تدعوهم إلى تجاوز حدود دولهم و«محبة أمم الآخرين كما يحبون أمتهم»، أصبحت الأممية سمة مميزة للحركة التي انتشرت بسرعة، [بحاجة لمصدر] أولًا في إيطاليا، ثم، منذ عام 1952، في أنحاء أوروبا، ومنذ عام 1959 إلى قارات أخرى. ساهمت «المدن الصغيرة» التي بدأت تنشأ منذ عام 1965، مع نشأة أول المدن في لوبيانو، إلى جانب المؤتمرات الدولية، واستخدام وسائط الإعلام، في إعداد الأشخاص الذين يعيشون من أجل المثل الأعلى لـ «عالم موحد». أسست لوبيتش حركة الأسر الجديدة عام 1967.
أسست كيارا لوبيتش حركة الجين كحركة قائمة على الشباب. (جين مشتقة من جينيريشن) التي نشّطت «الشباب من أجل عالم موحد» الأوسع.
في عام 1966، شاركت كيارا لوبيتش في تأسيس مدرسة السيدة العذراء كرسي الحكمة في فونتم في الكاميرون بمساعدة الرئيس الأصلي المعاصر لفونتيم، فون فونتيم ديفانغ. زارت المدرسة في مايو 2000. ولد الجيل الثالث (جين 3) من الحركة، وهو الذي يتولى توجيه حركة «الشباب من أجل الوحدة»، في عام 1970.

## حياتها اللاحقة
في 29 يونيو 1990، أصدر المجلس البابوي للعلمانيين قرارًا بالاعتراف بعمل مريم كرابطة دولية للعلمانيين.
في عام 1991، وفي أثناء رحلة إلى البرازيل، واستجابةً لحالة أولئك الذين يعيشون في ظروف دون إنسانية في ضواحي العاصمة هناك، بدأت لوبيتش مشروعًا جديدًا هو: «الاقتصاد التشاركي في الحرية». تطور هذا بسرعة في بلدان مختلفة تضم مئات الشركات، ما أدى إلى نشوء نظرية اقتصادية جديدة وتطبيق عملي.
في نوفمبر 2000، التقت لوبيتش 5000 مسيحي ومسلم في واشنطن العاصمة. في هذا الاجتماع، استجاب رئيس الجمعية الإسلامية الأمريكية، الإمام وارث الدين محمد، إلى خطاب كيارا، وألقى إشارة إلى أعماق هذه الجماعة الدينية: «قرأت في الكتاب المقدس عندما دعا يسوع المسيح، عليه السلام، أتباعه إلى غسل أقدام بعضهم البعض، وأعتقد أن هذا هو ما نفعله بالضبط. نحن نغسل أقدام بعضنا البعض».

## روابط خارجية
- كيارا لوبيتش على موقع مونزينجر (الألمانية)